# Villedieu-lès-Bailleul
Villedieu-lès-Bailleul – miejscowość i gmina we Francji, w regionie Normandia, w departamencie Orne.
Według danych na rok 1990 gminę zamieszkiwało 191 osób, a gęstość zaludnienia wynosiła 41 osób/km² (wśród 1815 gmin Dolnej Normandii Villedieu-lès-Bailleul plasuje się na 695. miejscu pod względem liczby ludności, natomiast pod względem powierzchni na miejscu 912.).